# Heinrich Retschury
Heinrich Retschury (Bécs, 1887. január 5. – Bécs, 1944. december 15.) osztrák nemzetközi labdarúgó-játékvezető, edző. Polgári foglalkozása sportvezető.

## Pályafutása

### Labdarúgóként
- 1906-tól 1912-ig a First Vienna FC csapatban hátvédként tevékenykedett.
- 1908-1909 között 6 alkalommal szerepelt a válogatottban, ebből a magyar válogatottal 4 alkalommal játszott. Az  1912. évi nyári olimpiai játékok labdarúgó tornáján hazája válogatottjának tagja volt (de az edző nem foglalkoztatta), 12 évvel később játékvezetőként képviselte hazáját.

### Labdarúgó-játékvezetőként

#### Nemzeti játékvezetés
Sportvezetőinek javaslatára 1912-ben lett az I. Liga játékvezetője. A nemzeti játékvezetéstől 1932-ben vonult vissza.

#### Nemzetközi játékvezetés
Az Osztrák labdarúgó-szövetség Játékvezető Bizottsága (JB) 1913-ban terjesztette fel nemzetközi játékvezetőnek, a Nemzetközi Labdarúgó-szövetség (FIFA) bíróinak keretébe. Több nemzetek közötti válogatott és klubmérkőzést vezetett. Az aktív nemzetközi játékvezetéstől 1932-ben búcsúzott. Válogatott mérkőzéseinek száma: 31.

##### Olimpia
Az 1924. évi nyári olimpiai játékok labdarúgó tornáján a FIFA JB bíróként alkalmazta.
| Időpont         | Helyszín                  | Mérkőzés típusa    | Mérkőzés                 | Eredmény | Nézők száma |
| --------------- | ------------------------- | ------------------ | ------------------------ | -------- | ----------- |
| 1924. május 29. | Colombesi Stadion, Párizs | egyik nyolcaddöntő | Belgium–Svédország       | 1 : 8    | 8 532       |
| 1924. június 2. | Központi Stadion, Párizs  | egyik negyeddöntő  | Hollandia–Észak-Írország | 2 : 1    | 1 506       |
| 1924. június 8. | Olimpiai Stadion, Párizs  | bronztalálkozó     | Hollandia–Svédország     | 1 : 1    | 9 915       |

### Magyar vonatkozás
| Időpont              | Helyszín                                         | Mérkőzés típusa          | Mérkőzés                   | Eredmény | Nézők száma |
| -------------------- | ------------------------------------------------ | ------------------------ | -------------------------- | -------- | ----------- |
| 1913. május 18.      | Üllői úti Stadion, Budapest                      | 46. válogatott mérkőzés  | Magyarország–Svédország    | 2 : 0    | 20 000      |
| 1914. május 31.      | Üllői úti Stadion, Budapest                      | 49. válogatott mérkőzés  | Magyarország–Franciaország | 5 : 1    | 14 000      |
| 1915. október 3.     | W.A.C. [Wiener Athletiksport Club] Stadion, Bécs | 56. válogatott mérkőzés  | Ausztria–Magyarország      | 4 : 2    | 1 200       |
| 1918. május 12.      | Hungária körúti Stadion, Budapest                | 68. válogatott mérkőzés  | Magyarország–Svájc         | 2 : 1    | 16 000      |
| 1919. október 5.     | W.A.C. [Wiener Athletiksport Club] Stadion, Bécs | 72. válogatott mérkőzés  | Ausztria–Magyarország      | 2 : 0    | 22 000      |
| 1921. június 5.      | Hungária körúti Stadion, Budapest                | 78. válogatott mérkőzés  | Magyarország–Németország   | 3 : 0    | 30 000      |
| 1922. június 15.     | Üllői úti Stadion, Budapest                      | 83. válogatott mérkőzés  | Magyarország–Svájc         | 1 : 1    | 15 000      |
| 1922. július 2.      | Városi Stadion, Bochum                           | 84. válogatott mérkőzés  | Németország–Magyarország   | 0 : 0    | 35 000      |
| 1924. szeptember 21. | Üllői úti Stadion, Budapest                      | 103. válogatott mérkőzés | Magyarország–Németország   | 4 : 1    | 35 000      |
| 1925. október 11.    | Letenský Stadion, Prága                          | 112. válogatott mérkőzés | Csehszlovákia–Magyarország | 2 : 0    | 3000        |
| 1927. április 10.    | Üllői úti Stadion, Budapest                      | 122. válogatott mérkőzés | Magyarország–Jugoszlávia   | 3 : 0    | 6 000       |
| 1927. június 12.     | Üllői úti Stadion, Budapest                      | 124. válogatott mérkőzés | Magyarország–Franciaország | 13 : 1   | 20 000      |
| 1927. szeptember 25. | Concordije na Tratinskoj cesti Stadion, Zágráb   | 126. válogatott mérkőzés | Jugoszlávia–Magyarország   | 5 : 1    | 6 000       |

## Sportvezetőként
Két alkalommal volt az Osztrák labdarúgó-válogatott csapatvezetője:
- az első világháború alatt 1914-1919 között Hugo Meisltől vette át a válogatott irányítását (22 mérkőzés: 8 győzelem, 3 döntetlen, 11 vereség) ,
- 1937-ben a válogatott kiharcolta a jogot az 1938-as labdarúgó-világbajnokságra, de 1938. április 1-jén Ausztriát annektálta Németország, így nem indulhatott a világtornán (5 mérkőzés: 2 győzelem, 1 döntetlen, 2 vereség).

## Külső hivatkozások
- Heinrich Retschury. World Referee. [2012. augusztus 3-i dátummal az eredetiből archiválva]. (Hozzáférés: 2012. április 14.)
- Heinrich Retschury. footballzz.com. (Hozzáférés: 2012. április 14.)
- Heinrich Retschury. footballdatabase.eu. (Hozzáférés: 2012. április 14.)
- Heinrich Retschury. footballdatabase.eu. (Hozzáférés: 2012. április 14.)
- Heinrich Retschury. eu-football.info. (Hozzáférés: 2012. április 14.)
- Heinrich Retschury. eu-football.info. (Hozzáférés: 2012. április 14.)
- Heinrich Retschury. magyarvalogatott.hu. (Hozzáférés: 2012. április 14.)
- Heinrich Retschury. weltfussball.de. (Hozzáférés: 2012. április 14.)